# ماء عذب
المياه العذبة أو الماء القراح هي المياه التي تتكون بشكل طبيعي على سطح الأرض كما في المستنقعات والبرك والأنهار والبحيرات والجداول أو تحت الأرض كما في المياه الجوفية والجداول تحت الأرضية، تتميز المياه العذبة بشكل عام بوجود تراكيز منخفضة من الأملاح الذائبة وغيرها من المواد الصلبة المذابة، ويستثني من هذا المصطلح مياه البحر والمياه المالحة على الرغم من احتواءها على مياه غنية بالأملاح المعدنية كما في الينابيع، وقد استخدم مصطلح «المياه الحلوة» لوصف المياه العذبة المغايرة للمياه المالحة.

## الأنظمة
تنقسم مواطن المياه العذبة من الناحية العلمية تبعاً لنظامها، فلدينا أنظمة لينتك ويقصد بها المياه الراكدة كما في البحيرات والبرك والمستنقعات والسيول، أنظمة لوتك ويقصد بها المياه الجارية، والمياه الجوفية وهي المياه التي تتدفق بين الصخور الرسوبية. وبالإضافة إلى ذلك، هناك منطقة تربط ما بين المياه الجوفية والمياه الجارية وتسمي منطقة هايبورك والتي تكمن وراء العديد من الأنهار الكبيرة وتحوي على كمية مياه أكبر من المياه الموجودة في القنوات المفتوحة، ومن المحتمل أن يكون على اتصال مباشر مع المياه الجوفية.

## بيئة المياه العذبة
تتمثل المناطق الإحيائية للمياه العذبة بصورة أساسية بالينابيع والجداول والأنهار والبرك والبحيرات والأهوار وتكون المياه عذبة عندما تكون نسبة الملوحة فيها قليلة بحيث لا تزيد 0.5 جزء بالألف. والمياه العذبة إما أن تكون ساكنة كما هو الحال في البحيرات أو جارية كما في الأنهار والينابيع والجداول.

## التعريف بالأرقام
ويمكن تعريف المياه العذبة بالمياه التي تحتوي على أقل من 500 جزء في المليون من الأملاح الذائبة.
| ملوحة المياه على أساس الأملاح الذائبة في جزء من الألف (‰) | ملوحة المياه على أساس الأملاح الذائبة في جزء من الألف (‰) | ملوحة المياه على أساس الأملاح الذائبة في جزء من الألف (‰) | ملوحة المياه على أساس الأملاح الذائبة في جزء من الألف (‰) |
| مياه عذبه                                                 | مياه قليلة الملوحة                                        | ماء المالح                                                | ماء مالح جدا                                              |
| < 0.5                                                     | 0.5 – 30                                                  | 30 – 50                                                   | > 50                                                      |
| --------------------------------------------------------- | --------------------------------------------------------- | --------------------------------------------------------- | --------------------------------------------------------- |

وتشير مصادر أخرى بأن أعلى حد للملوحة في المياه العذبة وهو 1000 جزء في المليون 
أو 3000 جزء في المليون.

## توزيع المياه
يعد الماء قضية هامة لعيش كل الكائنات الحية، ويمكن لبعضها استخدام المياه المالحة ولكن يجب على العديد من الكائنات الحية بما في ذلك الغالبية العُظمى من النباتات العليا والثديات الحصول على المياه العذبة للعيش، ولكن بعض الثدييات البرية وخاصة القوارض الصحراوية تستطيع البقاء حية من دون ماء لأنها تولد المياه من خلال عملية التمثيل الغذائي لبذور الحبوب ولها أيضا آليات للحفاظ على المياه إلى أقصى درجة.
إن المياه العذبة لا تُشكّل سوى 2.75 بالمئة من مياه الأرض بما في ذلك 2.05 مياه متجمدة في الأنهار الجليدية و0،68 بالمئة مياه جوفيه و0.011 بالمئة مياه سطحية في البحيرات والأنهار،  إن بحيرات المياه العذبة وخاصة بحيرة بايكال في روسيا ومنطقة البحيرات العظمى فهي تستولي على سبعة أثمان هذه المياه السطحية العذبة، وتستولي المستنقعات على باقي النسبة مع كمية صغيرة فقط في الأنهار وأبرزها نهر الأمازون. ويحتوي الغِلاف الجوّي على الماء بنسبة 0.04٪.
أما في المناطق الخالية من المياه العذبة على سطحها فتستمد المياه من هطول الأمطار لأن كثافة الأمطار القليلة تجعله يطفو على المياه الجوفية المالحة، وبشكل عام فإن معظم المياه العذبة متجمدة على شكل صفائح الجليدية.

## الكائنات المائية
تخلق المياه العذبة بيئة ناقصة التوتر نقص في توازن الماء للكائنات المائية مما يسبب مشكلة لبعض الكائنات مع جلودهم أو أغشيتهم القديمة حيث أنها من الممكن أن تنفجر أغشية الخلية إذا لم تفرز الماء الزائد، لكن الطلائعيات تستطيع التخلص من هذه المشكلة عن طريق تقليص فجواتها، في حين تستطيع أسماك المياه العذبة إفراز المياه الزائدة عن طريق الكِلى. وعلى الرغم من أن معظم الكائنات الحية المائية لديها قدرة محدودة على تنظيم التوازن التناضحي في نطاق ضيّق من الملوحة إلا أن الأسماك المهاجرة بين المياه العذبة والمالحة لديها القدرة على الانتقال بين المياه العذبة المياه المالحة بكل سهولة، حيث تخضع هذه الأسماك أثناء الهجرة لتغييرات تُمكّنها من التكيّف مع البيئة المحيطة وهذه العملية تكون تحت سيطرة الهرمونات، فعلى سبيل المثال ثعبان البحر (أنغيلا أنغيلا) يستخدم هرمون البرولاكتين، بينما يستخدم سمك السلمون (سالموسالار) هرمون الكورتيزول الذي يلعب دوراً رئيسيا في هذه العملية.
يملك الكثير من الطيور البحرية غدد خاصة في قاعدة مناقيرها يتم من خلالها إفراز الملح الزائد، وبالمثل تفرز سحالي الإغوانا البحرية على جزر غالاباغوس حيث الملح الزائد من الغدة الأنفية ومن ثم تخرج هذه الإفرازات على هيئة عطاس.

## الماء العذب كمصدر
إن أهم مطلب للنظام البيئي المائي هو تأمين الحد الأدنى من تدفق المياه والحفاظ واستعادة مخصصات الماء على وجه الخصوص. ويعد الماء العذب مصدراً طبيعيا مهماً لبقاء واستمرار النظام البيئي، ويستخدم البشر الماء في عدة نشاطات لها تأثير ضار على النظام البيئي السفلي مثل الري والتطبيقات الصناعية، ويعد التلوث الكيميائي للمياه العذبة خطراً يهدد الأنظمة البيئية.
ويشكل التلوث الناجم عن النشاط البشري بما في ذلك تسرب النفط خطراً يهدد موارد المياه العذبة أيضاً، فقد حدث أكبر تسرب للنفط في المياه العذبة بسبب سفينة صهريج تدعى شل في ماغدالينا، الأرجنتين في 15 يناير 1999، ولوث البيئة والمياه الصالحة للشرب، والنباتات والحيوانات.

## الزراعة
إن إحداث تغيرات في الأرض لأغراض الزراعة لها تأثير عظيم على حركة المياه العذبة، فقد تؤثر إزالة الأشجار وتغيير التربة على حركة تدفّق المياه العذبة في البيئة المحلية وتؤثر أيضاً على دورة المياه العذبة بشكل عام وبالتالي تخزين كميات من المياه العذبة في التربة لصالح الزراعة، ولكن نظرا لإن الزراعة هي النشاط البشري الذي يستهلك مُعظم المياه العذبة، فإنه يشكّل ضغطا شديدا على موارد المياه العذبة المحلية مما يؤدي إلى تدمير النظم البيئية المحلية، في أستراليا يؤدي الاستخدام المفرط في استخراج المياه العذبة للري إلى تهديد 33 ٪ من مساحة الأرض لتكون في خطر التملح.

## المورد المحدود
تعد المياه العذبة مورداً متغيراً ومتجدداً لكنه في الوقت ذاته طبيعي ومحدود، لا يمكن أن تتجدد المياه العذبة إلا من خلال دورة الماء حيث تتبخر المياه من البحار والبحيرات والأنهار والسدود ثم تتكثف لتتكون السحب وتعود المياه إلى مصدرها على شكل أمطار، لكن إذا كانت كمية المياه المستهلكة في الأنشطة البشرية أكثر من المياه المُدّخرة فستقل كمية المياه العذبة في البحيرات والأنهار والسدود والمياه الجوفية مما تسبب أضرارا جسيمة للبيئة المحيطة.

## سحب المياه العذبة
عملية سحب المياه العذبة هي كمية المياه المأخوذة من مصادر المياه المتاحة للاستخدام في أي غرض، وليس بالضرورة استهلاك كامل الكمية ويمكن إرجاع جزء من هذة المياه لاستخدامها مرة أخرى

## أسباب محدودية المياه العذبة
هناك أسباب كثيرة لانخفاض إمدادات المياه العذبة ومن أبرز هذه الأسباب زيادة عدد السكان المتوقعة وارتفاع متوسط العمر وزيادة في نصيب الفرد من استخدام المياه ورغبة كثير من الناس في العيش في المناخ الحار الذي يتمتع بموارد مياه ضئيلة. وتؤدي تغيرات المناخ أيضاً إلى تغيير في وفرة المياه العذبة حول العالم.
 «إذا استمر الاحتباس الحراري في إذابة الأنهار الجليدية في المناطق القطبية كما هو متوقع فإن الاحتياط من المياه العذبة سينخفض لسببين، أولاً: عند ذوبان الأنهار الجليدية إلى مياه عذبة فإنها ستختلط مع المياه المالحة في المحيطات وتصبح مياه مالحة وغير صالحة للشرب، ثانياً: تسبب زيادة حجم المحيطات في ارتفاع مستويات البحار وتلويث مصادر المياه العذبة على طول المناطق الساحلية بمياه البحر المالحة» 